# ETR 675

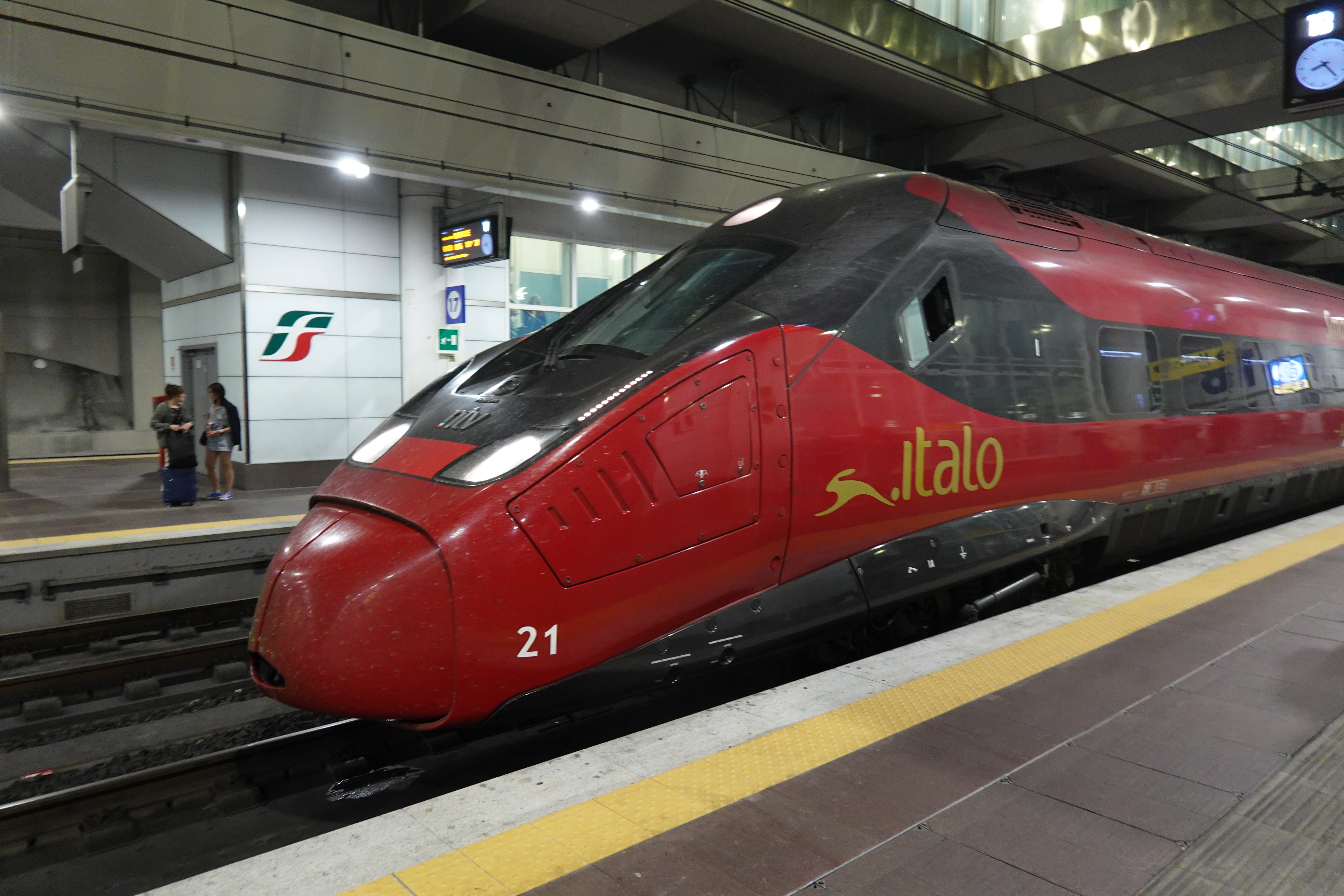

L'ETR 675 est un train à grande vitesse faisant partie de la famille des Avelia d'Alstom.

## Histoire
L'ETR 675 est entré en service en Italie en 2017 pour le compte de l'opérateur privé italien Nuovo Trasporto Viaggiatori (NTV), sous la marque .Italo,.

## Caractéristiques
Les 22 trains ont 7 voitures pour une longueur totale de 183,7 m[réf. nécessaire].
C'est l'évolution des ETR 600/610 de Trenitalia et SBB.
Il n'est pas pendulaire, cette décision a été prise car il circule sur les LGV italiennes[réf. nécessaire].
L'ETR 675 se différencie des ETR 600 par son design et pour le respect des standards TSI 2014[source insuffisante].
Ces trains ont une capacité de 472 places[réf. nécessaire].